# City-Pier-City Loop 1998
De 24e editie van de City-Pier-City Loop vond plaats op zondag 29 maart 1998.
De wedstrijd bij mannen werd gewonnen door de Keniaan Simon Bor in 1:01.03. Op de finish had hij een kleine halve minuut voorsprong op zijn landgenoot Francis Mbiu, die in 1:01.30 over de finish kwam. Snelste Nederlander was Greg van Hest met een twaalfde plaats in 1:02.50. De Keniaanse Tegla Loroupe besliste de wedstrijd bij de vrouwen door in 1:07.32 als eerste over de finish te komen. Ze verbeterde hiermee het parcoursrecord. De Engelse Alison Wyeth was tweede in 1:10.54.

## Uitslagen

### Mannen
| rang   | naam                 | land | tijd    |
| ------ | -------------------- | ---- | ------- |
| Goud   | Simon Bor            | KEN  | 1:01.03 |
| Zilver | Francis Mbiu         | KEN  | 1:01.30 |
| Brons  | Antonio Serrano      | ESP  | 1:01.30 |
| 4      | Clement Kiprotich    | KEN  | 1:01.31 |
| 5      | Joseph Kibor         | KEN  | 1:01.32 |
| 6      | Luke Kibet           | KEN  | 1:01.46 |
| 7      | Danilo Goffi         | ITA  | 1:01.49 |
| 8      | Mohammed Baket       | PLE  | 1:02.20 |
| 9      | Yego Chebet          | KEN  | 1:02.25 |
| 10     | Robert Stefko        | SVK  | 1:02.36 |
| 11     | Abdallah Hussein     | TAN  | 1:02.38 |
| 12     | Greg van Hest        | NED  | 1:02.50 |
| 13     | Charles Omwoyo       | KEN  | 1:03.13 |
| 14     | Peter van der Velden | NED  | 1:03.16 |
| 15     | Bert van Vlaanderen  | NED  | 1:03.17 |
| 16     | Tekeye Gebrselassie  | ETH  | 1:03.27 |
| 17     | John Nada Saya       | TAN  | 1:04.00 |
| 18     | Patrick Boiyo        | KEN  | 1:04.01 |
| 19     | Peter Visser         | NED  | 1:04.22 |
| 20     | Nicolae Negru        | ROU  | 1:04.31 |
| 21     | David Kegetich       | KEN  | 1:04.35 |
| 22     | Julius Bitok         | KEN  | 1:04.35 |
| 23     | Aiduna Aitnafa       | ETH  | 1:04.35 |
| 24     | Jan Bialk            | POL  | 1:04.37 |
| 25     | Paul Evans           | ENG  | 1:04.40 |

### Vrouwen
| rang   | naam                  | land | tijd    |
| ------ | --------------------- | ---- | ------- |
| Goud   | Tegla Loroupe         | KEN  | 1:07.32 |
| Zilver | Alison Wyeth          | ENG  | 1:10.54 |
| Brons  | Leah Malot            | KEN  | 1:11.52 |
| 4      | Gabrielle Vijverberg  | NED  | 1:12.36 |
| 5      | Malgorzata Sobanska   | POL  | 1:13.24 |
| 6      | Anne Marie Clouvel    | FRA  | 1:14.00 |
| 7      | Pamela Chepchumba     | KEN  | 1:14.36 |
| 8      | Kristijna Loonen      | NED  | 1:14.52 |
| 9      | Jolanda Homminga      | NED  | 1:15.55 |
| 10     | Lyudmila Afonjushkina | RUS  | 1:16.53 |
| 11     | Mieke Aanen           | NED  | 1:16.56 |
| 12     | Wilma van Onna        | NED  | 1:17.32 |

1975 ·
1976 ·
1977 ·
1978 ·
1979 ·
1980 ·
1981 ·
1982 ·
1983 ·
1984 ·
1985 ·
1986 ·
1987 ·
1988 ·
1989 ·
1990 ·
1991 ·
1992 ·
1993 ·
1994 ·
1995 ·
1996 ·
1997 ·
1998 ·
1999 ·
2000 ·
2001 ·
2002 ·
2003 ·
2004 ·
2005 ·
2006 ·
2007 ·
2008 ·
2009 ·
2010 ·
2011 ·
2012 ·
2013 ·
2014 ·
2015 ·
2016 ·
2017 ·
2018 ·
2019 (afgelast) ·
2020 ·
2021 (afgelast) ·
2022 ·
2023 ·
2024